# Gardno (powiat gryfiński)
Gardno (do 1945 niem. Garden) – wieś w Polsce położona w województwie zachodniopomorskim, w powiecie gryfińskim, w gminie Gryfino, na Równinie Wełtyńskiej.
Wieś leży przy jednym z nielicznych węzłów komunikacyjnych krajowej drogi ekspresowej S3 oraz przy skrzyżowaniu drogi wojewódzkiej nr 119 ze Szczecina i drogi wojewódzkiej nr 120 łączącej Gryfino i Stare Czarnowo.
W latach 1975–1998 miejscowość należała administracyjnie do województwa szczecińskiego.
Na wschód od Gardna (ok. 0,6 km), przy drodze wojewódzkiej nr 120 i drodze ekspresowej S3 utworzono podstrefę Kostrzyńsko-Słubickiej Specjalnej Strefy Ekonomicznej o łącznej powierzchni 57,59 ha.

## Historia
W 1240 roku klasztor cystersów w Kołbaczu otrzymał potwierdzenie posiadania wsi Gardno. W 1242 roku w dokumencie wystawionym na rzecz opactwa w Kołbaczu wymieniono świadka; Hinricus Sculteus de Gardna. W I połowie XIII wieku w Gardnie wybudowano kościół, była to budowla w stylu romańskim zbudowana z granitowych kwadr. W roku 1893 nastąpiła przebudowa świątyni. W 1945 roku kościół zdewastowany wskutek działań wojennych popadł w ruinę. Odbudowa świątyni nastąpiła dopiero w 1978 r. W dniu 9 maja 1978 roku kościół konsekrowano jako siedzibę parafii pw. Najświętszego Serca Pana Jezusa. Świątynia jest obiektem zabytkowym i znajduje się w Rejestrze zabytków pod nr rej. 117 z 27.07.1956 r.

## Zabytki
- Kościół parafialny pw. Najświętszego Serca Pana Jezusa w Gardnie[8] – kościół romański z 1. połowy XIII wieku z bloków granitowych, przebudowany w 1893, zniszczony w 1945, konsekrowany w 1978. Należy do najstarszych kościołów na Pomorzu Zachodnim; lekko regotyzowane szczyty oraz wyodrębnione prezbiterium i absyda. W południowej ścianie nawy portal główny, w ścianach bocznych trójkowe zespoły wielkich okien[9]. Ze świątyni pochodzi najstarsza rzeźba kultowa z terenu Pomorza Zachodniego – Maria z Dzieciątkiem z Gardna (1260 r.). Wraz z drugą figurą (Maria z Dzieciątkiem z Gardna, 1300 r.) stanowią wczesny przykład rzeźb maryjnych związanych ze środowiskiem cysterskim w Europie, wykonane przez warsztat gotlandzki lub pomorski pod wpływem rzeźby gotlandzkiej[10];
- Zabudowania folwarczne i przyległy park;
- Dąb nazwany „Kasztelanem”[11].